# Carrington (cráter)
Carrington es un cráter de impacto lunar que se encuentra justo al noreste del cráter Schumacher, en la parte noreste de la Luna. Se encuentra en una franja de terreno áspero situada entre dos pequeños mares lunares, con el Lacus Temporis al noroeste y el Lacus Spei, más pequeño, hacia el este. Al noreste de Carrington aparece el cráter Mercurius.
|  |

El borde de Carrington en general carece de rasgos distintivos, con una ligera protuberancia en el extremo norte que da a la formación una forma de lágrima. El piso interior está casi al mismo nivel, y no presenta rasgos distintivos.
Carrington se encuentra a 43.97 grados de latitud norte y 62.04 grados de longitud este, según el Gazetero de Nomenclatura Planetaria de la Unión Astronómica Internacional (IAU, por sus siglas en inglés). El cráter del hemisferio norte registra las latitudes más extremas de 44.43 grados al norte y 43.51 grados al norte, respectivamente. Sus longitudes más extremas son 62.67 grados al este y 61.4 grados al este, respectivamente. Carrington tiene un diámetro de 27.77 kilómetros. 
Carrington se encuentra como un cráter de latitud media a polar entre dos pequeñas mares lunares. Lacus Spei (Lago de la Esperanza) se encuentra al este de Carrington. Lacus Temporis (Lago del Tiempo) está ubicado al noroeste de Carrington. 
Lacus Spei, de forma irregular, se encuentra a 43.46 grados de latitud norte y 65.2 grados de longitud este. Las latitudes más extremas de esta oscura mar lunar se extienden desde 44.56 grados al norte hasta 42.51 grados al norte, respectivamente. Sus longitudes más extremas alcanzan los 66.94 grados al este y 63.69 grados al este, respectivamente. Lacus Spei tiene un diámetro de 76.67 kilómetros.
Lacus Temporis, relativamente liso, consta de dos parches bastante circulares. Dos prominentes cráteres pequeños en forma de copa marcan la intersección de los dos lóbulos de la mar lunar.
Lacus Temporis se encuentra a 46.77 grados de latitud norte y 56.21 grados de longitud este. Las latitudes más extremas de los lóbulos de la mar alcanzan los 49.36 grados al norte y 43.81 grados al norte, respectivamente. Sus longitudes más extremas son 60.56 grados al este y 52.13 grados al este, respectivamente. Lacus Temporis tiene un diámetro de 205.3 kilómetros.
Tres cráteres con nombres enmarcan claramente a Carrington. Schumacher se encuentra al suroeste de Carrington. Mercurius F y Mercurius G están ubicados al noreste de Carrington. 
Mercurius F y Mercurius G forman parte de los 12 satélites en el sistema de cráteres Mercurius. Mercurius G se encuentra al este de Mercurius F.
Mercurius F se encuentra a 45.19 grados de latitud norte y 62.85 grados de longitud este. El Satélite F tiene latitudes más extremas de 45.42 grados al norte y 44.97 grados al norte, respectivamente. Sus longitudes más extremas son 63.17 grados al este y 62.53 grados al este, respectivamente. Mercurius F tiene un diámetro de 13.8 kilómetros.
Mercurius G se encuentra a 45.11 grados de latitud norte y 64.22 grados de longitud este. El Satélite G tiene latitudes más extremas de 45.34 grados al norte y 44.88 grados al norte, respectivamente. Sus longitudes más extremas son 64.54 grados al este y 63.89 grados al este, respectivamente. Mercurius G tiene un diámetro de 13.91 kilómetros.

## Epónimo
El cráter Carrington rinde homenaje al astrónomo británico Richard C. Carrington, cuyas observaciones incluyeron las erupciones solares y la rotación diferencial del sol. El primer puesto astronómico de Richard Christopher Carrington, que ocupó desde octubre de 1849 hasta marzo de 1852, fue como observador en la Universidad de Durham en el noreste de Inglaterra. El 14 de marzo de 1851, durante su tiempo en Durham, la Real Sociedad Astronómica (RAS) lo admitió como Miembro de la Real Sociedad Astronómica (FRAS). 
La Unión Astronómica Internacional aprobó a Carrington como el nombre oficial del cráter en 1935, durante la V (quinta) Asamblea General de la organización, que se celebró en París, Francia, desde el miércoles 10 de julio hasta el miércoles 17 de julio.    
Carrington equilibró las observaciones del cielo nocturno con estudios diurnos del sol. El 1 de septiembre de 1859, se realizaron las primeras observaciones de una llamarada solar de forma independiente, tanto por Carrington en Redhill como por el editor inglés y astrónomo aficionado Richard Hodgson (1804-4 de mayo de 1872). 
Carrington basó su formulación de la rotación solar, conocida como la rotación de Carrington, en observaciones de manchas solares que realizó de 1854 a 1857. En 1863, publicó "Observaciones de las Manchas en el Sol Desde el 9 de noviembre de 1853 hasta el 24 de marzo de 1861".         